# Strange Adventures
Strange Adventures est un comic book publié par DC Comics d'août 1950 à 1973. Il s'agit à l'origine d'une anthologie dédiée à la science-fiction qui à partir du no 202 lorgnera plus vers le fantastique. 244 numéros de ce comics furent publiés. En 1999, le titre refit surface dans la collection Vertigo pour quatre numéros.

## Histoire
En 1950, les super-héros sont de moins en moins appréciés et les éditeurs qui avaient fondé leur réussite sur ce genre se diversifient. DC Comics s'intéresse ainsi à d'autres genres dont celui de la science-fiction. Deux comic books sont lancés au début des années 1950. Le premier Strange Adventures apparaît dans les kiosques en août 1950. Il est suivi en avril 1951 de Mystery in Space. Tous deux sont des anthologies.

Strange Adventures propose des histoires uniques et d'autres avec des personnages récurrents. Reviennent régulièrement Chris KL-99, Star Hawkins, The Atomic Knights, Captain Comet et Animal Man. À partir du numéro 202, la revue prend une orientation plus fantastique. Dans le numéro 205 Deadman fait sa première apparition. La série s'arrête en 1973 avec le numéro 244.